# Baix Camp

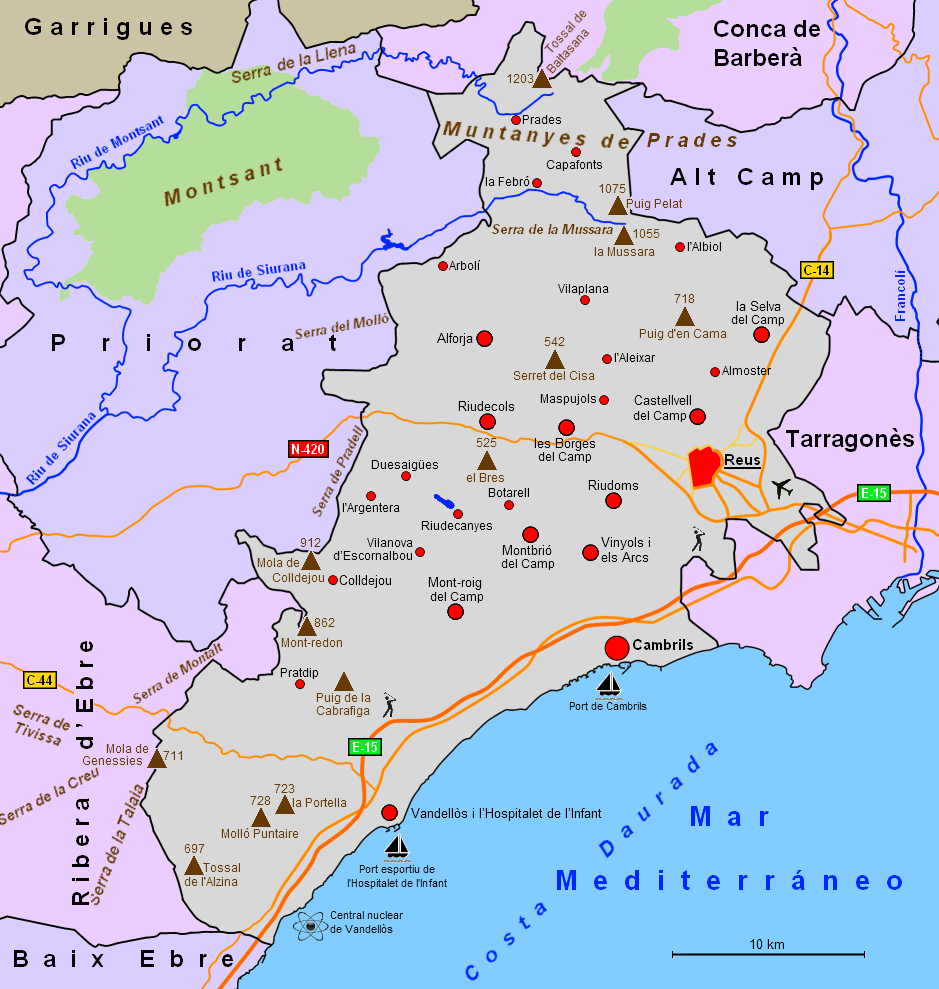
Karte Baix Camp

Die Comarca Baix Camp (dt. „unteres Land“, spanisch Bajo Campo) liegt in der Provinz Tarragona der Autonomen Gemeinschaft von Katalonien (Spanien). Baix Camp entstand 1936, als die historische Region Camp de Tarragona in drei Comarcas aufgeteilt wurde. Der Gemeindeverband hat eine Fläche von 697,36 km² und 197.525 Einwohner (2022).

## Lage
Der Gemeindeverband liegt im Südwesten von Katalonien, er grenzt im Norden an die Comarca Conca de Barberà, im Osten an Alt Camp und Tarragonès, im Südwesten an Baix Ebre und Ribera d’Ebre, im Westen an Priorat und im Süden an die 30 km lange Küste des Mittelmeers. Zusammen mit den Comarcas Anoia, Alt Camp, Baix Penedès, Conca de Barberà, Priorat, Tarragonès bildet die Region das Territorium Camp de Tarragona.
Die Comarca Baix Camp bildet gemeinsam mit Alt Camp und Tarragonès die natürliche Landschaft des Camp de Tarragona, einer großen Ebene zwischen den vorgelagerten Bergketten und dem Mittelmeer. Man findet zwei völlig verschiedene Landschaftstypen: zum einen die Bergzüge von Prades und Pratdip, zum anderen die Ebene, die sich vom Fuß dieser Berge bis zur Küste erstreckt. Obwohl sich fast die Hälfte der Comarca auf einer Höhe unter 200 m befindet, liegen etwa 5 % auf über 1.000 m Höhe. Dies ist insofern bemerkenswert, als diese Bergzüge nur 20 km Luftlinie von der Küste entfernt liegen.

## Gemeinden
| Gemeinde                             | Einwohner (2024) | Fläche km² | Dichte Einw./km² | Cod INE | Postleitzahl |
| ------------------------------------ | ---------------- | ---------- | ---------------- | ------- | ------------ |
| L’Albiol                             | 537              | 20,38      | 26               | 43003   | 43479        |
| L’Aleixar                            | 962              | 26,15      | 37               | 43007   | 43381        |
| Alforja                              | 2.019            | 38,02      | 53               | 43009   | 43365        |
| Almoster                             | 1.338            | 6,03       | 222              | 43011   | 43393        |
| Arbolí                               | 129              | 20,90      | 6                | 43015   | 43365        |
| L’Argentera                          | 129              | 9,95       | 13               | 43017   | 43773        |
| Les Borges del Camp                  | 2.260            | 8,32       | 272              | 43031   | 43350        |
| Botarell                             | 1.174            | 11,95      | 98               | 43033   | 43772        |
| Cambrils                             | 36.849           | 35,08      | 1.050            | 43038   | 43850        |
| Capafonts                            | 106              | 13,40      | 8                | 43039   | 43364        |
| Castellvell del Camp                 | 2.995            | 5,15       | 582              | 43042   | 43392        |
| Colldejou                            | 160              | 14,38      | 11               | 43045   | 43310        |
| Duesaigües                           | 222              | 13,63      | 16               | 43053   | 43773        |
| La Febró                             | 36               | 16,00      | 2                | 43057   | 43364        |
| Maspujols                            | 889              | 3,57       | 249              | 43081   | 43382        |
| Mont-roig del Camp                   | 14.114           | 63,58      | 222              | 43092   | 43300        |
| Montbrió del Camp                    | 3.128            | 10,58      | 296              | 43088   | 43340        |
| Prades                               | 665              | 32,98      | 20               | 43116   | 43364        |
| Pratdip                              | 759              | 36,01      | 21               | 43118   | 43320        |
| Reus                                 | 109.930          | 52,97      | 2.075            | 43123   | 43200–43206  |
| Riudecanyes                          | 1.345            | 17,05      | 79               | 43127   | 43771        |
| Riudecols                            | 1.232            | 19,50      | 63               | 43128   | 43390        |
| Riudoms                              | 6.905            | 32,36      | 213              | 43129   | 43330        |
| La Selva del Camp                    | 5.819            | 35,20      | 165              | 43145   | 43470        |
| Vandellòs i l’Hospitalet de l’Infant | 7.104            | 102,73     | 69               | 43162   | 43890–43891  |
| Vilanova d’Escornalbou               | 610              | 17,33      | 35               | 43167   | 43311        |
| Vilaplana                            | 553              | 23,27      | 24               | 43169   | 43380        |
| Vinyols i els Arcs                   | 2.400            | 10,89      | 220              | 43178   | 43391        |
| Comarca Baix Camp                    | 204.369          | 697,36     | 293              | –       | –            |

## Klima
Das Küstengebirge schützt die Ebene vor dem kontinentalen Klima der Zentralkatalanischen Tiefebene. Andererseits herrscht auf der Hochebene von Prades ein typisches Mittelgebirgsklima, in dem auch Schnee keine Besonderheit ist. Wegen der kanalisierenden Wirkung der Bergzüge werden im Baix Camp regelmäßig hohe Windgeschwindigkeiten gemessen.

## Bevölkerung
Im Baix Camp leben etwa 190.000 Menschen. Die Bevölkerung hat seit Mitte des 20. Jahrhunderts stetig zugenommen, allein in den letzten 30 Jahren jährlich um durchschnittlich 1,5 %. Allerdings ist das Bevölkerungswachstum räumlich ungleich verteilt, insbesondere konzentriert er sich auf Reus, dem industriellen und Verwaltungszentrum der Comarca. Rund zwei Drittel der Bewohner der Comarca leben in Reus. Bereits zwischen dem 17. und dem 19. Jahrhundert war Reus neben Barcelona die bevölkerungsreichste Stadt Kataloniens, und noch 1910 stand sie an vierter Stelle (heute an zehnter Stelle). Außer Reus überschreiten innerhalb der Comarca nur noch Cambrils und Mont-roig del Camp die 10.000-Einwohner-Grenze.

## Wirtschaft
In der Landwirtschaft überwiegt der Anbau von Trockenfrüchten (Mandeln und Haselnüsse) mit einem Anteil von allein 30 % am Primärsektor, eine Reaktion auf den verheerenden Reblausbefall im 19. Jahrhundert. Die große Abhängigkeit von Mandeln und Haselnüssen hat aber dazu geführt, dass deren gegenwärtig sinkender Weltmarktpreis sich stark auf die Wirtschaft der Comarca auswirkt. Ein gewisser Ausgleich bildet die geschützte Herkunftsbezeichnung für die Avellana de Reus („Haselnüsse aus Reus“), die auch die Anbaugebiete Alt Camp, Tarragonès, Priorat, Conca de Barberà und Terra Alta beinhalten.

## Verkehr
Die Comarca ist durch eine Autobahn, Fernstraßen, Eisenbahn und den Flughafen von Reus gut erschlossen.